# Elymiotis complicata
Elymiotis complicata är en fjärilsart som beskrevs av Paul Dognin 1909. Elymiotis complicata ingår i släktet Elymiotis och familjen tandspinnare. Inga underarter finns listade i Catalogue of Life.